# Kamerun hívójelkörzetei
Kamerun jelenleg (2024) nincs felosztva hívójelkörzetekre.
A Kamerun számára az ITU a TJ hívójelprefixet határozta meg.
| Prefix | Körzet | Hely/jelleg                                             | ITU zóna | CQ zóna | 1 szintű QTH lokátor |
| ------ | ------ | ------------------------------------------------------- | -------- | ------- | -------------------- |
| TJ     | [0..9] | Kamerun                                                 | 47       | 36      | JK, JJ               |
| FE     | 8      | Kivezetve. Franciaország fennhatósága alatt használták. | 47       | 36      | JK, JJ               |

## Lajstromjel
Vízi és légi járművek lajstromjelezéséhez a TJ prefixet használják.